# Лангирано
Лангирано (итал. Langhirano) —  коммуна в Италии, располагается в регионе Эмилия-Романья, подчиняется административному центру Парма.
Население составляет 8934 человека (на 2004 г.), плотность населения составляет 119 чел./км². Занимает площадь 70 км². Почтовый индекс — 43013. Телефонный код — 0521.
Покровителем коммуны почитается святой апостол Иаков Старший, празднование 25 июля.

## Достопримечательности
- Торрекьяра ― старинный замок.